# Olbia (Schwarzes Meer)

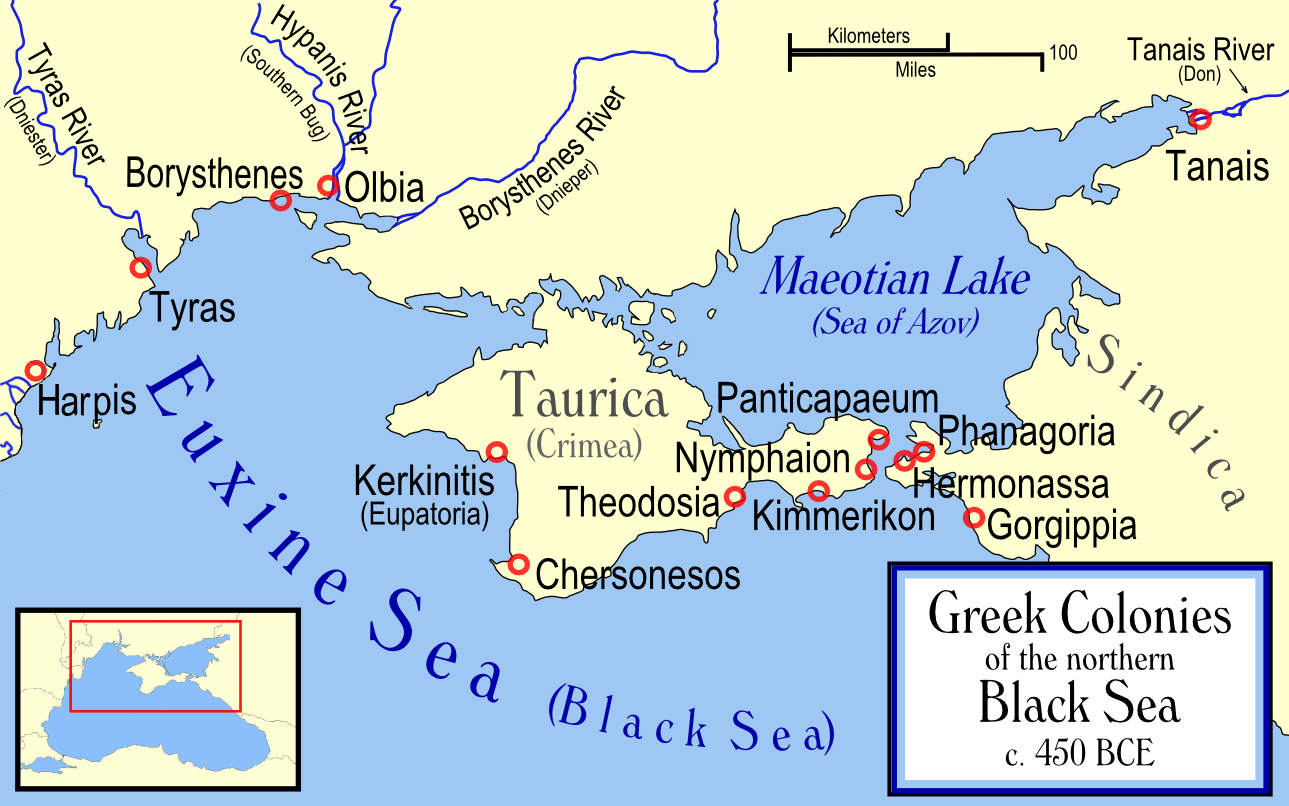
Olbia und andere griechische Kolonien im fünften vorchristlichen Jahrhundert an der Nordküste des Schwarzen Meeres

Olbia, auch Olbia Pontica, war eine antike Stadt. Ihre Reste liegen bei Parutyne in der Oblast Mykolajiw, Ukraine.
Olbia an der Mündung des Bug an der Grenze zum antiken Dakien gilt als eine der ionischen Stadtgründungen am Schwarzen Meer. Die griechische Kolonie wurde von Milet aus 633 v. Chr. gegründet. Hier sollen Griechen, Skythen und Sarmaten zusammengelebt haben.

## Geschichte

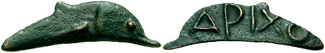
Die für Olbia charakteristischen Münzen in Gestalt eines Delfins, ca. 5. bis 4. Jahrhundert v. Chr.

Herodot erwähnt eine Karawanenstraße von Olbia nach Innerasien. Auch eine der Bernsteinstraßen, die Route der Griechen, die vom Samland bis nach Griechenland führte, berührte Olbia und dürfte maßgeblich zu dem von Herodot beschriebenen Reichtum dieser Stadt beigetragen haben.
Nach Herodot nannten sich die Skythen nördlich und westlich des Schwarzen Meeres Olbioniten.
Im vierten vorchristlichen Jahrhundert setzten sich die Städte Olbia und Milet gemeinsam gegen die Truppen des von General Zopyrion befehligten Heeres Alexander des Großen zur Wehr. Gegen Ende des dritten vorchristlichen Jahrhunderts setzte ein wirtschaftlicher Niedergang der Stadt ein, die sich schließlich König Skiluros von Skythien unterwarf. Der Ort blühte unter Mithridates Eupator noch einmal auf. Unter der Herrschaft der Geten zur Zeit des Königs Burebista kam es aber schließlich zu einem jähen Ende dieser antiken Stadt.
Unter der Herrschaft Roms wurden Teile Olbias wieder aufgebaut. Dion von Prusa besuchte die Stadt, die er nach dem dort in das Schwarze Meer mündenden Fluss als Borystenic Discourse bezeichnete. Die der römischen Provinz Moesia angehörende Stadt wurde vermutlich im vierten Jahrhundert unserer Zeitrechnung aufgegeben, nachdem sie im Zuge der sogenannten Gotenkriege zweimal niedergebrannt wurde.

## Ausgrabungen

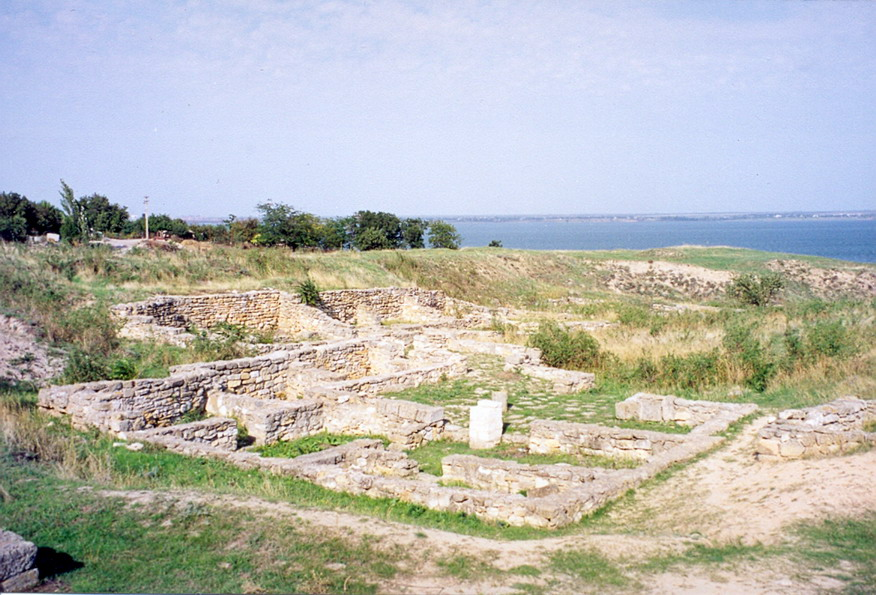
Ansicht der Ausgrabungsstätte Olbia

Das Areal, in dem die Reste der antiken Stadt Olbia liegen, befand sich bis 1902 im Eigentum der Grafen Mussin-Puschkin, die keine Erlaubnis für archäologische Grabungen erteilten. Boris Farmakovsky führte in der Folgezeit (1901 bis 1915 und 1924 bis 1926) professionelle Ausgrabungen durch, bei denen unter anderem zahlreiche Inschriften und Skulpturen gefunden wurden. Bemerkenswert sind auch die Bronzemünzen in Gestalt eines Delfins. Seit 2016 laufen archäologische Grabungen unter der Leitung von Alfred Twardecki vom Nationalmuseum Warschau.
Da die Fundstätte nach und nach vom Schwarzen Meer erodiert wird, sind die Tage der archäologischen Ausgrabungen an diesem Ort gezählt.